# Кендалинський сільський округ
Кендали́нський сільський округ (каз. Кеңдала ауылдық округі, рос. Кендалинский сельский округ) — адміністративна одиниця у складі Талгарського району Алматинської області Казахстану. Адміністративний центр — село Кендала.
Населення — 22843 особи (2021; 10944 у 2009, 5534 у 1999, 3726 у 1989).
Станом на 1989 рік існувала Роздольненська сільська рада (села Акдала, Актас, Єнбекші, Роздольне).

## Склад
До складу округу входять такі населені пункти:
| Населений пункт | Населення, осіб (1989) | Населення, осіб (1999) | Населення, осіб (2009) | Населення, осіб (2021) |
| --------------- | ---------------------- | ---------------------- | ---------------------- | ---------------------- |
| Акдала, село    | 394                    | 499                    | 533                    | 1705                   |
| Актас, село     | 497                    | 1122                   | 378                    | 1938                   |
| Єнбекші, село   | 833                    | 1097                   | 1559                   | 2322                   |
| Кендала, село   | 2002                   | 2816                   | 8474                   | 16878                  |